# Gargellen
Gargallen és un petit poble austriac situat a la província de Vorarlberg. El poble se situa a la muntanya a 1.423 metres d'altura.
El poble més alt de muntanya del Montafon a 1.423 metres té un element natural i verge. Trencant neu i aire cristal·lí - al "poble nevat" de Gargellen tot és blanc a l'hivern. Durant la temporada càlida, els amants de la muntanya poden gaudir d'una natura intacta en una agradable pau en els prats alpins florecients. L'hospitalitat acollidora i pràctica no està entre els amfitrions.
L'imponent Madrisa torna majestuosament sobre el barranc de la vall alpina, un lloc que satisfà tots els desitjos d'un món de muntanya únic. Aquí es pot caminar pels camins que els contrabandistes van fer servir una vegada : a la regió fronterera entre Montafon i Suïssa, el circuit de Madrisa condueix a una gran alçada a través dels confederats suïssos, a l'hivern es pot experimentar com una excursió d'esquí emocionant. Sempre acompanyat d'un toc d'emoció.
Ja sigui amb una guia o sol, quan s'apropen de l'allotjament hi ha una gran quantitat de caràcter incomparable, en què tothom pot trobar un repte esportiu. Excitants experiències d'escalada a altituds altes i exuberants rutes a través de prats de colors en les temporades càlides, llargues pistes a la vall i acompanyaven activitats de neu lluny del bullici durant els mesos d'hivern. Despertar tots els sentits, perfecte en si mateix.